# Spilargis
Spilargis is een geslacht van spinnen uit de familie springspinnen (Salticidae).

## Soorten
De volgende soorten zijn bij het geslacht ingedeeld:
- Spilargis ignicolor Simon, 1902
  - Spilargis ignicolor bimaculata Strand, 1909